# Renata Kim

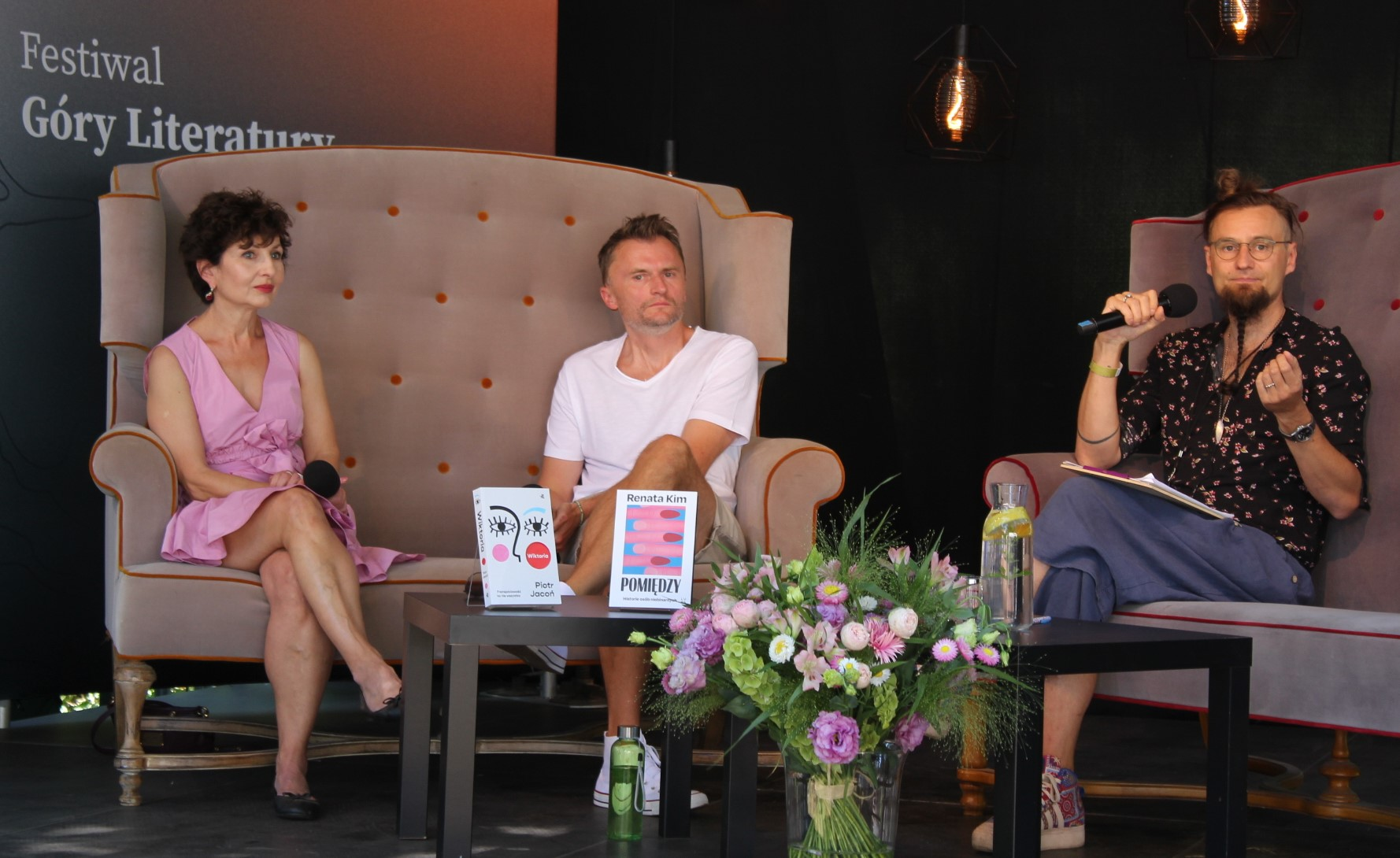
Renata Kim, Piotr Jacoń, Lu Olszewski (10. edycja Festiwalu Góry Literatury, 2024)

Renata Kim (ur. 8 kwietnia 1966 w Krakowie) – polska dziennikarka radiowa i prasowa, działaczka na rzecz praw kobiet i osób LGBTQ+.

## Życiorys
Ukończyła I Liceum Ogólnokształcące im. Bartłomieja Nowodworskiego w Krakowie. Od 1985 studiowała filologię orientalną na Uniwersytecie Jagiellońskim. Początkowo pracowała w rozgłośniach radiowych: RMF FM, Program Trzeci Polskiego Radia, Sekcja polska BBC. Później związała się z mediami prasowymi i internetowymi: „Dziennik Polska-Europa-Świat”, „Przekrój”, „Wprost”, „Newsweek” (szefowa działu „Społeczeństwo”), Onet.pl (magazyn „Onet Opinie”).
Jest autorką cyklu artykułów o Collegium Humanum publikowanych na łamach tygodnika „Newsweek”, za który otrzymała nagrody: Dobry Dziennikarz w kategorii „Dziennikarstwo śledcze” (2024), Grand Press w kategorii „Dziennikarstwo śledcze” (2024), nagrodę główną im. Andrzeja Woyciechowskiego za najlepszy materiał dziennikarski roku 2024 (2025) i nagrodę Mariusza Waltera w kategorii Wydarzenie Medialne Roku (2025).

## Życie prywatne
Uprawia sport – taekwondo (3. dan), snowboarding, golf, biegi; interesuje się tańcem (szczeg. zumbą). Wyszła za obywatela Korei Południowej, mają córkę Rinę.

## Książki
Wydała książki: wywiad z aktorem Jackiem Poniedziałkiem (Wyjście z cienia), wywiad z reżyserem Andrzejem Żuławskim (Ostatnie słowo), reportaże o ofiarach przemocy psychicznej (Dlaczego nikt nie widzi, że umieram. Historie ofiar przemocy psychicznej).
- Wyjście z cienia, Wydawnictwo Czerwone i Czarne, Warszawa 2010, ISBN 978-83-7700-012-0.
- Ostatnie słowo, Wydawnictwo Czerwone i Czarne, Warszawa 2011, ISBN 978-83-7700-019-9.
- Dlaczego nikt nie widzi, że umieram. Historie ofiar przemocy psychicznej, Wydawnictwo WAB, Warszawa 2021, ISBN 978-83-280-8995-2.